# 12496 Ekholm
12496 Ekholm eller 1998 FF9 är en asteroid i huvudbältet som upptäcktes den 22 mars 1998 av Spacewatch vid Kitt Peak-observatoriet. Den är uppkallad efter den svenske astronomen Andreas G. Ekholm.
Asteroiden har en diameter på ungefär 3 kilometer och den tillhör asteroidgruppen Nysa.